# SAPセンター
SAPセンター・アット・サンノゼ（エスエーピーセンター・アット・サンノゼ、SAP Center）は、アメリカカリフォルニア州北部のサンノゼにある屋内競技場。アムトラックおよびカルトレインのサンノゼ駅前に位置する。旧称：サンノゼ・アリーナ。

## 概要
1993年にサンノゼ・アリーナ（San Jose Arena）として完成。2001年にコンパック・コンピュータが命名権を獲得し、コンパックセンター・アト・サンノゼ（Compaq Center at San Jose）となったが、翌年（2002年）にコンパックがヒューレット・パッカード（HP）に買収。HPはコンパックが持つ命名権を引き継ぐこととなり、HPパビリオンとなる。2013年に命名権の消滅後はドイツのソフトウェア会社SAPが年間335万ドルの5年契約で取得し、現在の名称へ変わった。SAPは1994年からは2013年まで男子プロテニスツアーのSAPオープンが同所で開催されていた。
NHLのサンノゼ・シャークスの本拠地だけでなく、オラクル・アリーナ改修中のNBAゴールデンステート・ウォリアーズの本拠地として使用されたことがある。